# Hecatera leucomelaena
Hecatera leucomelaena là một loài bướm đêm trong họ Noctuidae.